# جيم إريكسون
جيم إريكسون (بالإنجليزية: Jim Erickson)‏ هو مصمم إنتاجي أمريكي، ولد في القرن العشرين في مينيسوتا في الولايات المتحدة.

## وصلات خارجية
- جيم إريكسون على موقع IMDb (الإنجليزية)
- جيم إريكسون على موقع قاعدة بيانات الفيلم (الإنجليزية)